# Magni
Magni („Silny”) – Áss, syn Thora i olbrzymki Jarnsaksy. Mając trzy dni, wykazał się niesamowitą siłą – zrzucił bowiem nogę zabitego olbrzyma Hrungnira, która przygniatała jego ojca. Innym bogom się to nie udało. Za ten czyn otrzymał w nagrodę konia Hrungnira o imieniu Gulfaksi (Złotogrzywy).
Magni po Ragnaröku ma być jednym z bogów panujących. Razem z bratem Modim mają odziedziczyć Mjóllnir i zbudować nowy Asgard – Gimle.